# Pleiostachya
Pleiostachya är ett släkte av strimbladsväxter. Pleiostachya ingår i familjen strimbladsväxter.
Kladogram enligt Catalogue of Life:
| Pleiostachya | \| \| Pleiostachya leiostachya \| \| \| \| \| \| Pleiostachya pittieri \| \| \| \| \| \| Pleiostachya pruinosa \| \| \| \| |
|              | \| \| Pleiostachya leiostachya \| \| \| \| \| \| Pleiostachya pittieri \| \| \| \| \| \| Pleiostachya pruinosa \| \| \| \| |
|              | Pleiostachya leiostachya                                                                                                   |
|              | |
|              | Pleiostachya pittieri |
|              | |
|              | Pleiostachya pruinosa |
|              | |